# Richard Goedeke
Richard Goedeke (* 21. April 1939) ist ein deutscher Bergsteiger, Kletterer und Autor sowohl von Kletter- und Gebietsführern als auch von Erlebnisberichten.

## Leben
Richard Goedeke war als Lehrer (Oberstudienrat) mit den Fächern Erdkunde und Englisch tätig.
Als Alpinist führte er zahlreiche Erstbegehungen (ca. 1000) im heimischen Ith, Weserbergland und in den Dolomiten (ca. 100) durch und ist bis heute aktiv.
Goedeke ist Gründungsmitglied und Garant von Mountain Wilderness.
In seinen Büchern vermittelt er seine Einstellung zum Umweltschutz und der naturverträglichen Nutzung des Alpenraums. Er verurteilt den Massentourismus am Berg und ist Anhänger des Clean Climbings (Bergsteigen, ohne Spuren zu hinterlassen).
Richard Goedeke betätigt sich seit 1981 in der Braunschweiger Kommunalpolitik. Er war Ratsmitglied der Fraktion der Partei Bündnis 90/Die Grünen von 1981 bis 1985, 1993 bis 1996 und 2003 bis 2006.

## Schriften
- (Alpenvereinsführer) Dolomiten – Pelmo. Rother, 1981, ISBN 978-3-7633-1306-8.
- (Alpenvereinsführer) Schiaragruppe. Rother, 1981, ISBN 3-7633-1309-5.
- Kompass Rad-Wanderführer Harz – Weserbergland – Teutoburger Wald. Deutscher Wanderverlag Dr. Mair & Schnabel & Co, 1981, ISBN 3-8134-0115-4.
- Luft unter den Sohlen. Klettern in den Sextener Dolomiten. Rother, München 1985, ISBN 3-7633-7333-0.
- Gebietsführer Nordöstliche Dolomiten. Rother, München 1990, ISBN 3-7633-3306-1.
- Weser-Leine Bergland, Kletterführer. Berg, München, 1991, ISBN 3-7634-1049-X.
- Der Deutsche Kletteratlas. GeraNov Bruckmann, 1992, ISBN 3-7654-1085-3.
- (Alpenvereinsführer extrem) Sextener Dolomiten. Rother, 2003, ISBN 978-3-7633-1255-9.
- 4000er, Die Normalwege auf alle Viertausender der Alpen. 11. Auflage. Bruckmann, München 2006, ISBN 3-7654-3401-9.
- Nepal Notizen. Mit Stift, Pinsel und Kamera. Geocenter, 2006, ISBN 3-936599-33-5.
- Giganten der Alpen. Die 20 prominentesten Berge der Alpen. Bruckmann, 2006, ISBN 3-7654-4381-6.

## Auszeichnungen
- 2011: Bundesverdienstkreuz am Bande[1]